# Ophryotrocha natans
Ophryotrocha natans är en ringmaskart som beskrevs av Pfannenstiel 1975. Ophryotrocha natans ingår i släktet Ophryotrocha och familjen Dorvilleidae. Inga underarter finns listade i Catalogue of Life.